# Montevideo Portal
Montevideo Portal es un portal web de noticias uruguayo. Fundado en 1995, es el primer medio de prensa enteramente digital surgido en Uruguay.

## Historia
Fue creado en 1995 como portal de noticias y otros servicios de internet dentro de la empresa Montevideo COMM, especializada en el desarrollo de software y conectividad. Al igual que dicha compañía, es propiedad de los ingenieros Marisa Casamayor, Javier Serra y Víctor Villar. 
En sus comienzos, Montevideo Portal era un sitio sencillo que reunía contenidos variados, entre los que destacaban una sala de chat propia y un servicio de correo electrónico gratuito, uno de los primeros del Uruguay. Como propuesta informativa, la modesta web tenía espacio para una sola noticia. En un principio se actualizaba semanalmente, luego se hizo a diario y posteriormente, con el aumento de su popularidad, la actualización pasó a efectuarse dos veces cada jornada.

## Características
Abarca un amplio espectro informativo, con secciones temáticas fijas como Pantallazo (televisión y celebridades), Fútbol.uy (deportes), Beat (cultura), Airbag (motor y automovilismo) y Cartelera (cine y espectáculos).
El uso de titulares con un toque de humor o ironía forma parte del estilo de Montevideo Portal desde los primeros tiempos, y se ha convertido en uno de sus rasgos más característicos.
Desde su fundación, Montevideo Portal se ha caracterizado por ofrecer la totalidad de sus contenidos gratuitamente, absteniéndose de implementar modalidades de pago o suscripción.

## Popularidad
Según Alexa, el sitio web montevideo.com.uy es uno de los medios noticiosos más visitados del Uruguay.
En diciembre de 2021, el Perfil del Internauta Uruguayo, una investigación referente a los usos de internet en Uruguay efectuada por la consultora Grupo Radar, lo señalaba por segundo año consecutivo como el medio digital más leído del país.
Durante septiembre de 2020, Montevideo Portal alcanzó un pico de visitas, con más de treinta millones de páginas visitadas y cinco millones y medio de usuarios únicos.